# Grand Prix Formule 1 van Groot-Brittannië 2002
De Grand Prix Formule 1 van Groot-Brittannië 2002 werd gehouden op 7 juli 2002 op het circuit van Silverstone.

## Verslag
De race ging van start onder droge omstandigheden. In de opwarmronde kwam Rubens Barrichello niet weg door een afgeslagen motor en moest hij achteraan starten. Bij de start behield Juan Pablo Montoya de leiding, voor Michael Schumacher en Kimi Räikkönen. Barrichello wist zichzelf al vlug op te werken naar een achtste plaats. Na ongeveer 11 ronden begon het te regenen en iedereen ging naar binnen voor regenbanden, waarbij Ralf Schumachers pitstop fout liep, doordat het team de banden niet had klaarliggen. McLaren gokte met David Coulthard door hem langer buiten te laten, maar hoewel hem dat even de leiding in de race opleverde, was dat een grote vergissing, want hij verloor daar meer tijd mee.
Ook in het vervolg van de race bleef men bij Mclaren fout op fout stapelen: Coulthard kwam binnen voor regenbanden, waarna het ophield met regenen, of hij werd binnengehaald voor slicks, waarna het nog geen ronde later weer begon te stortregenen. Ook bij Räikkönen werden de verkeerde keuzes gemaakt. In de regen bleken de Bridgestone-banden beter te presteren dan die van Michelin en dus gingen Schumacher en Barrichello vrij makkelijk voorbij aan Montoya, om vervolgens een flinke voorsprong uit te bouwen. Doordat Montoya één pitstop minder maakte dan Barrichello, kwam de Colombiaan weer voor Barrichello te liggen, maar deze haalde hem na enkele ronden weer in. Ralf Schumacher lag dankzij de fouten bij McLaren en het uitvallen van beide Renaults nog even vierde, maar opnieuw had hij pech tijdens zijn pitstop en verloor hij veel plaatsen. Michael Schumacher was dankzij deze overwinning al bijna zeker van de wereldtitel.

## Uitslag
| Positie | Nummer | Rijder                | Team               | Ronden | Tijd/Opgave | Startplaats | Punten |
| ------- | ------ | --------------------- | ------------------ | ------ | ----------- | ----------- | ------ |
| 1       | 1      | Michael Schumacher    | Scuderia Ferrari   | 60     | 1:31:45.015 | 3           | 10     |
| 2       | 2      | Rubens Barrichello    | Scuderia Ferrari   | 60     | +14.578     | 2           | 6      |
| 3       | 6      | Juan Pablo Montoya    | Williams-BMW       | 60     | +31.661     | 1           | 4      |
| 4       | 11     | Jacques Villeneuve    | BAR-Honda          | 59     | +1 Ronde    | 9           | 3      |
| 5       | 12     | Olivier Panis         | BAR-Honda          | 59     | +1 Ronde    | 13          | 2      |
| 6       | 7      | Nick Heidfeld         | Sauber - Petronas  | 59     | +1 Ronde    | 10          | 1      |
| 7       | 9      | Giancarlo Fisichella  | Jordan-Honda       | 59     | +1 Ronde    | 17          |        |
| 8       | 5      | Ralf Schumacher       | Williams-BMW       | 59     | +1 Ronde    | 4           |        |
| 9       | 8      | Felipe Massa          | Sauber - Petronas  | 59     | +1 Ronde    | 11          |        |
| 10      | 3      | David Coulthard       | McLaren - Mercedes | 58     | +2 Rondes   | 6           |        |
| 11      | 17     | Pedro de la Rosa      | Jaguar Racing      | 58     | +2 Rondes   | 21          |        |
| 12      | 15     | Jenson Button         | Renault            | 54     | Wiel        | 12          |        |
| Ret     | 10     | Takuma Sato           | Jordan-Honda       | 50     | Motor       | 14          |        |
| Ret     | 4      | Kimi Räikkönen        | McLaren - Mercedes | 44     | Motor       | 5           |        |
| Ret     | 14     | Jarno Trulli          | Renault            | 29     | Elektrisch  | 7           |        |
| Ret     | 21     | Enrique Bernoldi      | Arrows - Cosworth  | 28     | Aandrijfas  | 18          |        |
| Ret     | 16     | Eddie Irvine          | Jaguar Racing      | 23     | Gespind     | 19          |        |
| Ret     | 20     | Heinz-Harald Frentzen | Arrows - Cosworth  | 20     | Motor       | 16          |        |
| Ret     | 24     | Mika Salo             | Toyota             | 15     | Aandrijving | 8           |        |
| Ret     | 23     | Mark Webber           | Minardi            | 9      | Koppeling   | 20          |        |
| Ret     | 25     | Allan McNish          | Toyota             | 0      | Koppeling   | 15          |        |
| DNQ     | 22     | Alex Yoong            | Minardi            |        | 107% Regel  |             |        |

## Wetenswaardigheden
- De podiumceremonie was uitgesteld omdat grappenmaker Karl Power op de hoogste trede van het podium verscheen voordat winnaar Michael Schumacher aankwam om hierop te gaan staan.
- Felipe Massa spinde maar liefst vijfmaal maar kwam toch aan de finish. Massa zou deze twijfelachtige prestatie herhalen tijdens dezelfde Grand Prix in 2008.

## Statistieken
| Snelste ronde | Rubens Barrichello | Scuderia Ferrari | 1:23.083 |

## Noot
- Dit was de 107de podiumplaats voor Michael Schumacher, en hiermee vestigde hij een nieuw record. Hij verbrak het oude record van Alain Prost (106), gevestigd tijdens de Grote Prijs van Australië van 1993.

1926 · 1927 · 1948 · 1949 · 1950 · 1951 · 1952 · 1953 · 1954 · 1955 · 1956 · 1957 · 1958 · 1959 · 1960 · 1961 · 1962 · 1963 · 1964 · 1965 · 1966 · 1967 · 1968 · 1969 · 1970 · 1971 · 1972 · 1973 · 1974 · 1975 · 1976 · 1977 · 1978 · 1979 · 1980 · 1981 · 1982 · 1983 · 1984 · 1985 · 1986 · 1987 · 1988 · 1989 · 1990 · 1991 · 1992 · 1993 · 1994 · 1995 · 1996 · 1997 · 1998 · 1999 · 2000 · 2001 · 2002 · 2003 · 2004 · 2005 · 2006 · 2007 · 2008 · 2009 · 2010 · 2011 · 2012 · 2013 · 2014 · 2015 · 2016 · 2017 · 2018 · 2019 · 2020 · 2021 · 2022 · 2023 · 2024 · 2025 · 2026 · 2027 · 2028 · 2029 · 2030 · 2031 · 2032 · 2033 · 2034